# Mary Karr
Mary Marlene Karr (Groves (Texas), 16 de enero de 1955) es una escritora estadounidense. Es autora de varios libros de poesía y de una trilogía de memorias, iniciada en 1995 con la publicación de El club de los mentirosos, libro "best-seller" del New York Times durante más de un año. Escribe en diferentes medios como The New Yorker, The Atlantic, Poetry y Parnassus. Es profesora de Literatura en la Universidad de Siracusa.

## Vida personal
Karr nació en Groves, Texas, el 16 de enero de 1955, y vivió allí hasta que se mudó a Los Ángeles en 1972. Ese mismo año, comenzó sus estudios en Macalester College en Saint Paul (Minnesota), donde permaneció durante dos años y conoció al poeta Etheridge Knight, uno de sus primeros mentores. Asistió y se graduó de Goddard College, donde estudió con los poetas Robert Hass y Stephen Dobyns.
Karr estuvo casada con el poeta Michael Milburn durante 13 años. En la década de 1990, tuvo una aventura con David Foster Wallace y fue la inspiración para un personaje en La broma infinita de Wallace.
Convertida al catolicismo con 40 años, Karr apoya algunas opiniones que están en desacuerdo con las enseñanzas de la Iglesia Católica: está a favor del aborto y de la ordenación de las mujeres al sacerdocio.

## Obras

### Poesía
- Abacus (1987)
- The Devil's Tour (1993)
- Viper Rum (2001)
- Sinners Welcome (2006)
- Tropic of Squalor (2018)

### Prosa
- The Liar's Club (1995). Traducida al español como El club de los mentirosos.[3]
- Cherry (2001)
- Lit (2009). Traducida al español como Iluminada.[4]
- The Art of Memoir (2015)

## Premios y honores
- 1989 Whiting Award, por su poesía.
- 1995 PEN/Martha Albrand Award por The Liars' Club.
- 2005 Guggenheim Fellowship